# Anders Fredrik Gerner
Anders Fredrik Gerner, född 25 september 1879 i Malmö, död där 1950, var en svensk elektroingenjör.
Gerner ägnade sig åt verkstadsarbete 1895–1896, utexaminerades från  mekaniska linjen på Tekniska elementarskolan i Malmö 1899 och från avdelningen för elektroteknik vid Technische Hochschule i Darmstadt 1903. Han var bland annat arbetsledare hos firman Carl Gerner 1899–1900, praktiserade i firman Schuckert & Co.:s filial i Frankfurt am Main sommaren 1902, blev driftsingenjör vid Malmö stads elektricitetsverk 1904 och var överingenjör där 1912–1939.